# Krimpkous

Animatie van het krimpen van een krimpkous

Een krimpkous (Engels: heat shrink tube, Duits: Schrumpfschlauch) is een vrij stugge flexibele slang van polymeer plastic – meestal pvc met een mix van polyesters – die de eigenschap heeft dat deze bij verhitting krimpt in diameter. Het materiaal krimpt niet of nauwelijks in de lengte. Krimpkous wordt onder andere toegepast als elektrisch isolatiemateriaal om soldeer- of krimpverbindingen, waarbij met name verbindingen van delen met ongelijke diameter of vorm, zoals een soldeerverbinding tussen twee stroomdraden of van een stroomdraad aan een soldeerlip, door de kous nauw omsloten zullen worden. Maar ook mechanische verbindingen worden geregeld met krimpkous tot stand gebracht. Met krimpkous kunnen bijvoorbeeld de uiteinden van een koord worden afgewerkt, waardoor het rafelen wordt voorkomen. Het materiaal oefent tijdens het krimpen geen noemenswaardige krachten uit, het voegt zich naar de vorm die het omsluit. Er zijn grofweg twee soorten krimpkous, de matte met een ruw oppervlak en de dunne gladde met een glanzend oppervlak, die veelal wordt gebruikt om accupakketten mee af te werken.
Een andere toepassing is het bijeen houden van draadbundels, waarbij de flexibiliteit van het geheel overigens sterk wordt beperkt, aangezien door het krimpen van krimpkous de stugheid van het materiaal sterk toeneemt. Krimpkous is leverbaar in tal van diameter-maten, en elk in uiteenlopende kleuren. Het is tevens verkrijgbaar met verschillende krimpverhoudingen, uitgedrukt in de diameter vóór krimpen en de diameter die na krimpen te bereiken is. Een veel voorkomende verhouding is 2:1, waarbij de krimp dus 50% is van de oorspronkelijke diameter, ook 3:1 en 4:1 komen veel voor. 
Krimpkous is onder andere verkrijgbaar op rollen, op haspels (al dan niet in een doos), in lengtes van 1 meter en in assortimenten van korte lengtes (bijvoorbeeld 5 centimeter), vaak in diverse kleuren. Veelgebruikte kleuren zijn: zwart, rood, groen, geel, geel-groen (aarde), blauw, transparant, grijs, wit, oranje, rose en bruin. Over de lengte kan aan de buitenzijde een tekst zijn aangebracht.

## Praktische verwerking
Van een lengte of uit een assortiment wordt een stukje krimpkous van de juiste diameter op maat geknipt of gesneden, dit wordt over de te isoleren, te beschermen of te bundelen verbinding, draden, contacten, batterijen of over andere voorwerpen of materialen geschoven. Als het geheel hierna kortstondig wordt verhit, krimpt het nauwsluitend om de te verpakken delen. Zo beschermt het de contacten en de elektronica tegen aanraking, kortsluiting en kan het helpen tegen bewegingsslijtage. 
Als de werkvolgorde verlangt dat de stukken krimpkous al over de nog te solderen delen zijn aangebracht, zoals bijvoorbeeld bij het herstellen van een snoer of kabel, en het gevaar bestaat dat door het solderen het krimpkous voortijdig kan krimpen, biedt het tijdelijk opvullen van de ruimte met een hittebestendige pin of iets dergelijks tijdens het solderen een simpele oplossing. Aangezien het krimpkous nauwelijks krachten ontwikkelt tijdens de krimp zal het solderen niet leiden tot de krimp die juist ná het solderen nog nodig is.
Krimpkous wordt ook geleverd met een inwendige lijmlaag. Deze dient onder meer als bescherming tegen vocht en andere invloeden van buitenaf. Bij de verhitting van de krimpkous smelt de lijm en vloeit goed uit over het oppervlak van het omhulde product. Hiermee kan bijvoorbeeld een beschadigde ader van een kabel eenvoudig worden gerepareerd, zonder de hele kabelboom uit elkaar te moeten halen.

## Fabricage
De fabricage van krimpkous is een gecompliceerd proces, eerst wordt het basismateriaal als granulaat verhit en door een matrijs heen gestuwd tot een slang met de uiteindelijke diameter na verhitting bij toepassing. De eventuele lijm wordt in ditzelfde proces aangebracht. In de volgende productiestap wordt de kunststof sterker gemaakt door 'vernetting' en krijgt daardoor een soort geheugen van de momentele diameter. In de laatste stap wordt de slang verhit en tot de gewenste, berekende diameter opgerekt en snel afgekoeld, waarbij de nieuwe diameter behouden blijft. Uiteindelijk kan dit product in een toepassing door een korte verhitting tot de voorgeschreven temperatuur de oorspronkelijke diameter weer bereiken, tenzij het omslotene een grotere omvang heeft.

## Verhitten
Om de kous te laten krimpen dient deze gelijkmatig verwarmd te worden tot de voor het product voorgeschreven temperatuur, meestal tussen 100 en 175 °C. Het aangewezen gereedschap hiervoor is het heteluchtpistool op een lage stand. Wanneer dit niet voorhanden is kan het krimpen ook bereikt worden met de volgende provisorische methoden:
- een föhn op een hoge stand;
- de stift, of beter, de behuizing van het verwarmingselement van een soldeerbout, de krimpkous wordt met alle zijden kort hierboven gehouden en mag daarbij het hete oppervlak niet raken. De opstijgende hete lucht zorgt voor het krimpen;
- de vlam van een aansteker, waxinelichtje of gaspitje (op enige afstand van de kous: directe aanraking van de vlam maakt het materiaal kapot);

en eventueel, alleen als de voorgeschreven temperatuur laag is:
- kokend water (alleen voor niet-elektrische toepassingen);
- stoom uit een fluitketel (alleen voor niet-elektrische toepassingen);
- langzaam door een tosti-ijzer (hoogste stand) halen (het metaal niet laten aanraken).

In alle gevallen dient de hitte goed gelijkmatig verdeeld te worden, anders kan de krimpkous een onregelmatige vorm krijgen of zelfs plaatseljk verbranden.